# 1978 في إسبانيا
فيما يلي قوائم الأحداث التي وقعت خلال عام 1978 في إسبانيا.

## أحداث
- 11 يوليو – كارثة سان كارلوس دي لا رابيتا

## رياضة
- 1 يناير – طواف إسبانيا 1978

## مواليد

### يناير
- 6 يناير – روبن راميرز هيدالغو لاعب كرة مضرب إسباني.
- 15 يناير – بابلو أمو لاعب كرة قدم إسباني.
- 16 يناير – كولدو جيل درّاج طريق إسباني.
- 19 يناير – كارلوس سانشيز لاعب كرة قدم إسباني.
- 28 يناير – ماريانو سانشيز لاعب كرة قدم إسباني.

### فبراير
- 2 فبراير – أنطونيو راميرو بيريز لاعب كرة قدم إسباني.
- 3 فبراير – خوان كابديفيلا لاعب كرة قدم إسباني.
- 5 فبراير – صمويل سانتشيث درّاج طريق إسباني.
- 16 فبراير – ألبيرتو ريفيرا لاعب كرة قدم إسباني.
- 18 فبراير – روبين زوس متسابق دراجات نارية إسباني.
- 19 فبراير – أوناي ألبا لاعب كرة قدم إسباني.

### مارس
- 11 مارس – ألبرتو لوكي لاعب كرة قدم إسباني.
- 26 مارس – ماريا إسابيل غارثيا سواريث مُجدّفة كانوي إسبانية.

### أبريل
- 10 أبريل – أوسكار هيرنانديز لاعب كرة مضرب إسباني.
- 13 أبريل – كارليس بويول لاعب كرة قدم إسباني.
- 20 أبريل – ديفيد سانشيز

### مايو
- 11 مايو – أنطونيو كولوم درّاج طريق إسباني.
- 12 مايو – خافيير كاليخا لاعب كرة قدم إسباني.
- 12 مايو – خيسوس مانزانو درّاج طريق إسباني.
- 15 مايو – إيجوي مارتينيز درّاج طريق إسباني.
- 21 مايو – مانويل خوسيه سييرا لاعب كرة يد إسباني.

### يونيو
- 4 يونيو – ألبرت أوليفر لاعب كرة سلة إسباني.
- 16 يونيو – دانيال برول ممثل ألماني.
- 17 يونيو – فرنسيسكو رودريغيز لاعب ومدرب كرة قدم إسباني.
- 24 يونيو – لويس غارسيا لاعب كرة قدم إسباني.

### يوليو
- 2 يوليو – إناكي مونوز لاعب كرة قدم إسباني.
- 4 يوليو – سوزانا فريل لاعبة كرة يد إسبانية.
- 7 يوليو – أغسطين غاليانا ممثل إسباني.
- 7 يوليو – خوان ميغيل ميركادو درّاج طريق إسباني.
- 7 يوليو – كارميلو موراليس متسابق دراجات نارية إسباني.
- 10 يوليو – كيوشي أويماتسو لاعب جودو إسباني.
- 14 يوليو – روجر جريماو لاعب كرة سلة إسباني.
- 22 يوليو – فرانسيسكو بيريز سانشيز درّاج طريق إسباني.
- 25 يوليو – فرنسيسكو بينيا لاعب كرة قدم إسباني.
- 26 يوليو – سرجيو رودريغز مارتنيز لاعب كرة قدم إسباني.

### أغسطس
- 16 أغسطس – هيكتور بوسكي لاعب كرة قدم إسباني.
- 17 أغسطس – إنريكي لوكاس لاعب كرة قدم إسباني.
- 18 أغسطس – كارليس كاستييخو
- 20 أغسطس – ألبرتو مارتن لاعب كرة مضرب إسباني.
- 24 أغسطس – خوسيه أنطونيو إرميدا درّاج طريق إسباني.

### سبتمبر
- 1 سبتمبر – روبين لوباتو درّاج طريق إسباني.
- 2 سبتمبر – خوان بابلو كوليناس لاعب كرة قدم إسباني.
- 2 سبتمبر – رامون بيريرا لاعب كرة قدم إسباني.
- 8 سبتمبر – جيرارد أوتيت لاعب كرة قدم إسباني.
- 15 سبتمبر – روبن قارابيا لاعب كرة يد إسباني.
- 19 سبتمبر – خورخي لوبيز لاعب كرة قدم إسباني.
- 19 سبتمبر – دييغو توريس رودريغيز لاعب كرة قدم إسباني.

### أكتوبر
- 6 أكتوبر – اوريول فيلا ممثل إسباني.
- 7 أكتوبر – إيفان دياز لاعب كرة قدم إسباني.
- 7 أكتوبر – ماريو بيرميخو لاعب كرة قدم إسباني.
- 17 أكتوبر – بابلو إغليسياس توريون سياسي إسباني.
- 28 أكتوبر – مارتا إيتورا ممثلة إسبانية.

### نوفمبر
- 4 نوفمبر – جوركا فيردوغو درّاج طريق إسباني.
- 5 نوفمبر – كزافييه توندو درّاج طريق إسباني.
- 12 نوفمبر – ميستا لاعب كرة قدم إسباني.
- 14 نوفمبر – جوناثان سيسما غونزاليز لاعب كرة قدم إسباني.
- 21 نوفمبر – لوسيا جيمنيز ممثلة إسبانية.
- 27 نوفمبر – إيفان غوتيريز درّاج طريق إسباني.

### ديسمبر
- 2 ديسمبر – فونسي نييتو
- 3 ديسمبر – راؤول كاباييرو لاعب كرة قدم إسباني.
- 19 ديسمبر – غابرييل كامبايلو ملاكم إسباني.

## وفيات

### مايو
- 31 مايو – جوزيب غونزالفو (مواليد 1920) لاعب كرة قدم إسباني.

### يونيو
- 2 يونيو – سانتياغو بيرنابيو (مواليد 1895) لاعب كرة قدم.

### يوليو
- 10 يوليو – ألفونسو باسو (مواليد 1926) كاتب مسرحي إسباني.

### سبتمبر
- 8 سبتمبر – ريكاردو زامورا (مواليد 1901) لاعب كرة قدم إسباني.
- 19 سبتمبر – خيسوس غلاريا (مواليد 1942) لاعب كرة قدم إسباني.

### أكتوبر
- 18 أكتوبر – رامون ميركادير (مواليد 1913)

### نوفمبر
- 29 نوفمبر – بالتاسار ألبينيز (مواليد 1905) لاعب كرة قدم.

### ديسمبر
- 14 ديسمبر – إدموندو سواريز (مواليد 1916)